# Sider per minut
Sider per minut (eng. pages per minut) og forkortes ppm.
Sider per minut benyttes mest til angivelse af printere, scannere og kopimaskiners hastighed. Nogle gange opgives tal for forskellige opløsninger samt om det er i sort-hvid eller farve.